# Національний парк Нечісар
Національний парк Нечісар (або Національний парк Неч-Сар ) — національний парк у регіоні південних націй, національностей і народів Ефіопії. Він розташований у Великій рифтовій долині на південному заході Ефіопського нагір'я.
Площа парку 750 км². Він містить, так званий  «Божий міст», — перешийок між озерами Абая і Чамо.

## Історія

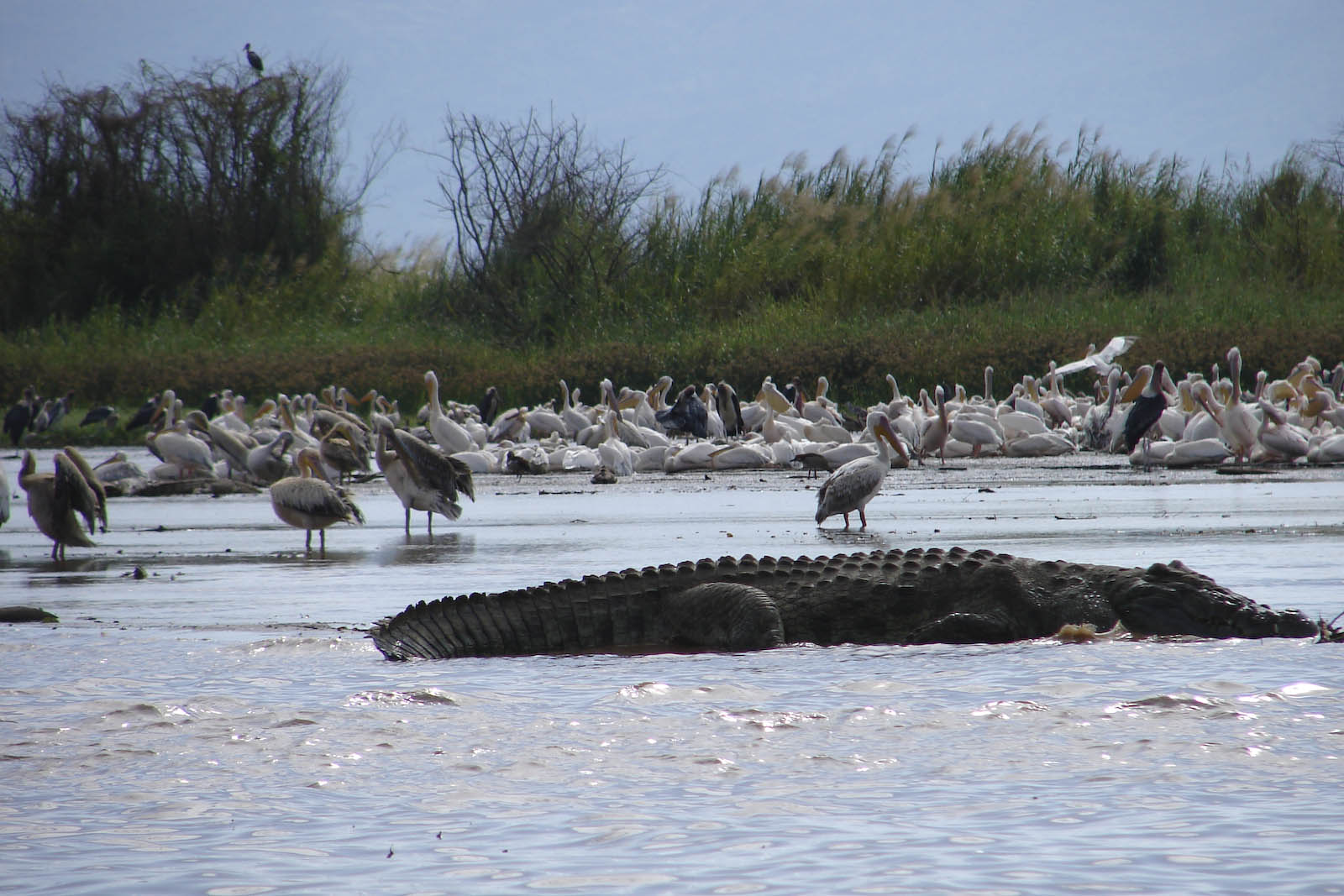
Нільський крокодил і зграя пеліканів на озері Чамо

Історія Нечсар починається в 1965 році, після тримісячної експедиції команди консультантів ЮНЕСКО із захисту та збереження природи та природних ресурсів, які досліджували більшість основних територій дикої природи в Ефіопії. За результатами дослідження вони офіційно подали до Ради охорони дикої природи свої рекомендації, із збереження озера Чамо, щоб забезпечити захист популяції гну Свейна та інших місцевих диких тварин.
Створення Національного парку Нечсар було запропоновано в 1967 році, а потім офіційно засновано в 1974 році.

## Географія і ландшафт

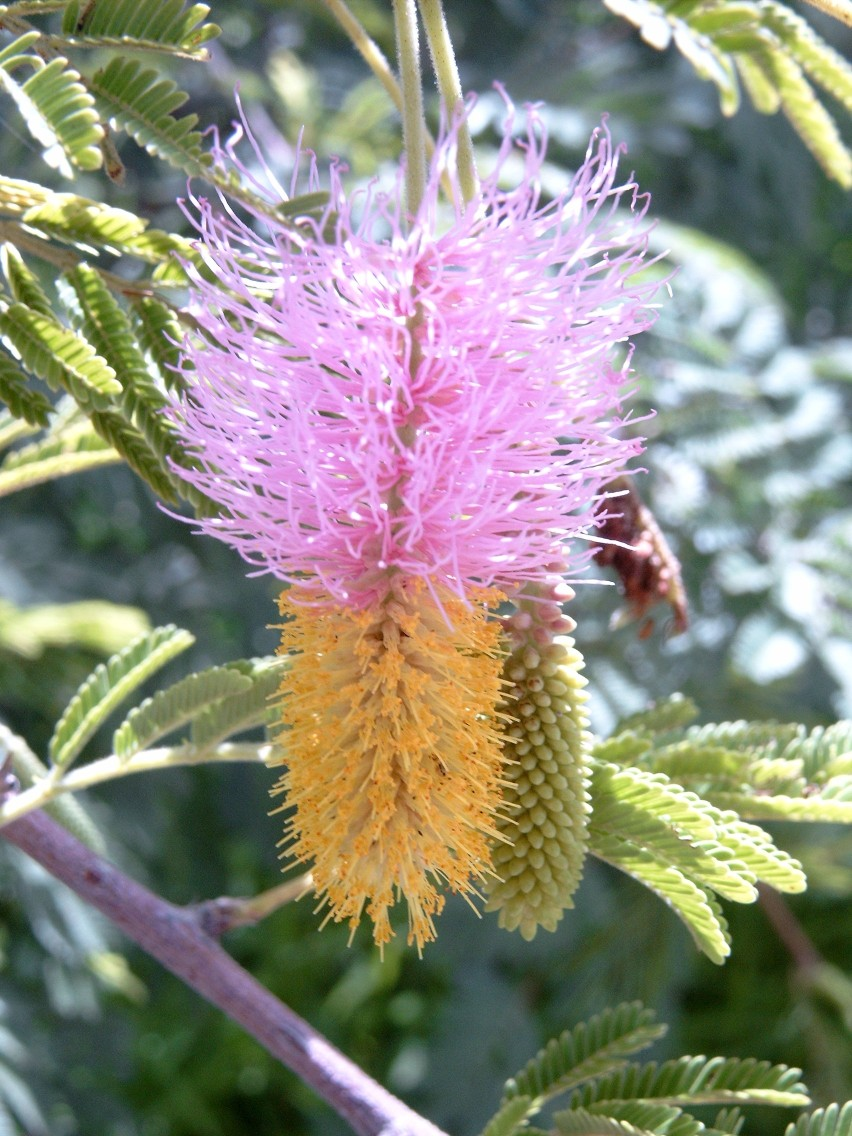
Dichrostachys cinerea

Приблизно 15% території парку займають озера, включно з озером Абая на півночі та озером Чамо на півдні. Висота коливається від 1108 метрів над рівнем моря на березі озера Чамо до 1650 метрів на горі Табала на північному сході, відомої своїми гарячими джерелами. Види дерев, знайдені в парку: Dichrostachys cinerea, Acacia tortilis, Balanites aegyptiaca та Acacia nilotica. У південній частині парку переважають едафічні луки та вапняний чорний глинистий ґрунт з Dobera glabra, Acacia tortilis та травою Chrysopogon aucheri, що формує більшу частину ландшафту. Загрозою для біорізноманіття національного парку є як інвазійні види, так і поширення деревних рослин.

## Дика природа

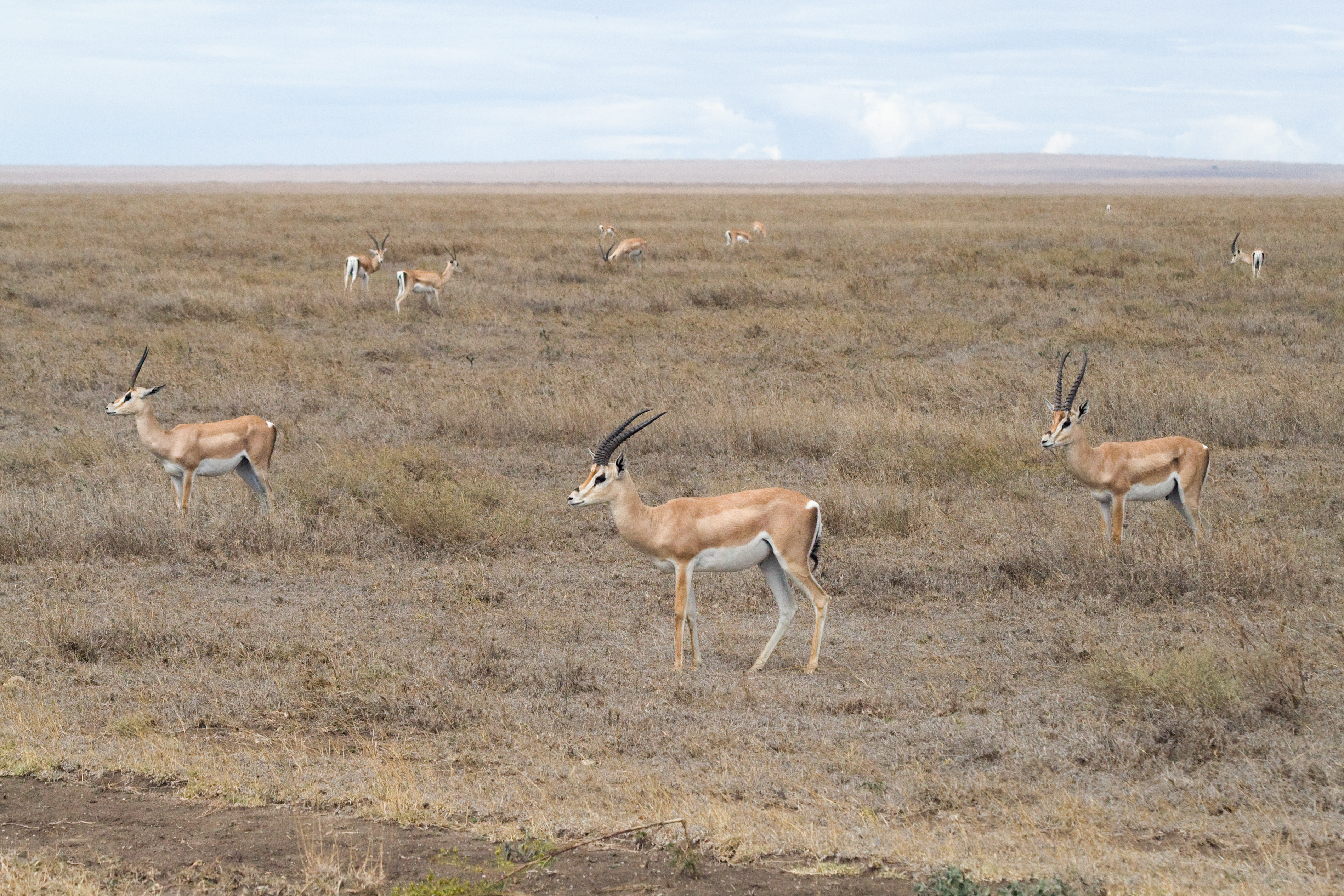
У парку є значна популяція газелі Гранта

Фауна парку: рівнинна зебра, газель Гранта, дікдік, бегемот, африканський леопард, плямиста гієна, великий куду, лева та гепард, лісовий коб, водяний козел, кущова свиня, павіан Анубіс, верветка та чепрачний шакал. Тут також мешкала одна з трьох останніх популяцій кангоні Суейна, який наразі, безсумнівно, вимер, оскільки останню особину бачили у 2017 році.
Африканський дикий собака ( Lycaon pictus ) колись теж жив у парку, але зараз може бути локально вимерлою через тиск людської популяції в цьому регіоні. У 2009 році в заповідній зоні та навколо неї було виявлено невелику групу з 23 левів.
Національний парк Нечісар вважається важливим середовищем проживання птахів, зокрема зимородків, лелек, пеліканів, фламінго та африканських орланів-крикунів. Ділянка північно-західного берега озера Чамо відома як Крокодилячий ринок, де сотні нільських крокодилів збираються, щоб погрітися.